# Parafia Zaśnięcia Najświętszej Maryi Panny w Kursku
Parafia Zaśnięcia Najświętszej Maryi Panny w Kursku – rzymskokatolicka parafia znajdująca się w archidiecezji Matki Bożej w Moskwie, w Dekanacie Zachodnim. Posługę duszpasterską w parafii prowadzą księża diecezjalni, a według stanu na kwiecień 2018, jej administratorem jest ks. Zbigniew Król, proboszcz parafii w Briańsku. 